# Jun Kamita
Jun Kamita (født 17. januar 1992) er en tidligere japansk fodboldspiller.
Han har spillet for flere forskellige klubber i sin karriere, herunder Vissel Kobe og Gainare Tottori.